# بثينة العيسى
بثينة وائل العيسى من مواليد 3 سبتمبر عام 1982؛ هي كاتبة وروائية كويتية، مديرة دار (تكوين) للنشر منذ 2016م. حصلت على شهادة الماجستير في إدارة الأعمال تخصص تمويل من كلية العلوم الإدارية في جامعة الكويت عام 2011.

## المسيرة المهنيّة
بثينة عضوة في رابطة الأدباء الكويتية وكذا في اتحاد كتاب الإنترنت العرب. حازت على جائزة الدولة التشجيعية عن روايتها سعار التي صدرت عام 2005 كما نالت المركز الأول في مسابقة هيئة الشباب والرياضة عام 2003 - فرع القصة القصيرة فيما حلّت في المركز الثالث في مسابقة الشيخة باسمة الصباح - فرع القصة القصيرة كما حلت في ذات المركز في مسابقة مجلة الصدى للمبدعين عام 2006. صاحبة دار نشر وبائعة كتب ومنصة الكتابة الإبداعية.

## قائمة أعمالها
بثينة العيسى كاتبة كويتية حاصلة على شهادة الماجستير في إدارة الأعمال، وصدر لها روايات منها: «ارتطام»، «سعار»، «عروس المطر»، «تحت أقدام الأمهات»، «قيس وليلى والذئب»، «عائشة تنزل إلى العالم السفلي»، و«كل الأشياء».
والعيسى عضو في رابطة الأدباء الكويتية.
| صورة الغلاف | الكتاب                                | سنة الإصدار | دار النشر                               | ملخص |
| ----------- | ------------------------------------- | ----------- | --------------------------------------- | --- |
|             | ارتطامٌ .. لم يسمع له دوي              | 2004        | دار المدى - دمشق                        | تتحدث الرواية عن طالبة كويتية تتأهل لتمثيل بلدها في السويد وذلكَ بهدفِ إكمال أبحاثها في مجال علم الأحياء شريطة اجتياز اختبار رفقة طلاب يُمثلون دول أخرى... هناك تلتقي بمواطن لم يُكشف الكثير عن هويّته فتنفجرُ الأسئلة في دماغها حولَ مجموعة من المواضيع والطابوهات بما في ذلك الغربة؛ الوطن، الحب والفوارق المجتمعيّة وغيرها.                                                                                             |
|             | سعار                                  | 2005        | المؤسسة العربية للدراسات والنشر - بيروت | تطرحُ الرواية عددًا من الأسئلة الوجوديّة السوداويّة بعضها والمثير للاستغراب بعضها الآخر وذلكَ من أجل البحث عن جوابٍ لها في قالب مثير للسخريّة أحيانًا وجدي أكثر منَ اللزوم في أحيان أخرى. |
|             | عروس المطر                            | 2006        | المؤسسة العربية للدراسات والنشر - بيروت | تتناولُ الرواية من خِلال شخصيّة محورية أسماء عددٍ من الحالات النفسيّة وتكشفُ عن معاناتها وكيفَ تهربُ لعوالم أخرى لمتابعة ومواصلة الحياة بدلَ الاكتئاب وباقي المشاكل النفسيّة التي تُرافقه. |
|             | تحت أقدام الأمهات                     | 2009        | الدار العربية للعلوم ناشرون - بيروت     | تتناول الرواية موضوع المجتمع الذكوري من خِلال شخصيّة «فهاد بن عليّ» الذي تخدمهُ العادات والتقاليد وكذا القيم الدينية فتُساعده في أن يُصبح شخصًا ذو قيمة ومكانة ولو أنّه لا زال صغيرًا ولم يقم بأي شيء يستحق إلّا أن أسرته ومعها المجتمع تقدرانه فيما تتسابق باقي الفتيات للزواج به أو منه كونهُ رجل! |
|             | قيس وليلى والذئب                      | 2011        | المؤسسة العربية للدراسات والنشر - بيروت | الكتاب عِبارة عن مجموعة نصوص تتراوح بينَ السرد تارة وبين الشعر تارة أخرى وتُعالج عديد المواضيع التي كانت قد كتبتها الكاتبة طوالَ ثماني سنوات (من 2003 حتى تاريخ صدور الكتاب عام 2011). |
|             | عائشة تنزل إلى العالم السفلي          | 2012        | الدار العربية للعلوم ناشرون - بيروت     | تتناول هذه الرواية قصّة والدة فقدت ابنها في حادث مأساوي فتُقرر في نهاية المطاف النزول إلى ما سمّته «العالم السفلي» من خِلال الكتابة وذلك عبرَ المرور من سبع بوابات في سبعِ أيام قبلَ الرحيل. |
|             | كبرت ونسيت أن أنسى                    | 2013        | الدار العربية للعلوم ناشرون - بيروت     | تُناقش هذه الرواية موضوع الحقوق التي حُرمت منها المرأة أو التي حُرّمت عليها خلالَ فترة الصحوة التي شهدت ظهور وبروز عددٍ من المشايخ وعلماء الدين الذين «تميّزوا» من خلال فتاويهم التي حرمت تارة الموسيقى وندّدت بالاستماع للبرامج الإذاعية تارة أخرى بدعوى إضاعة الوقت عن الذكر فيما منعت المرأة منَ الكثير من حقوقها بدعوى الدين والعادات والتقاليد الشرقيّة.                                                                |
|             | بين صوتين: فنيات كتابة الحوار الروائي | 2014        | الدار العربية للعلوم- بيروت             | يضيء جملة من الأسئلة الفنية المتعلقة بكتابة الحوار الروائي، كما يناقش أهم الآراء الواردة في هذا الموضوع مع كتاّب عالميين وعرب. |
|             | خرائط التيه                           | 2015        | الدار العربية للعلوم ناشرون - بيروت     | تتحدثُ الرواية عن صبيّ لم يتجاوز السابعة من عمره فقدَ أسرته في مكّة أثناء موسم الحج فتبدأُ رِحلة البحث عنه والتي تتحوّل في وقتٍ ما إلى رحلة بحث عن أشياء أخرى أعمق وأعقد مثلَ معنى الوجود، مفهوم الإله، والعلاقات الأسريّة. |
|             | كل الأشياء                            | 2016        | الدار العربية للعلوم ناشرون - بيروت     | تتناولُ هذه الروايّة مبدئيًا علاقة الشخص بالسُلطة بصفة عامة وتُحاول سبرَ أغوار الأنظمة وعن الهدف من مجابهتها وإن كانَ لهُ نتيجة أم لا كما تتطرقُ لمفاهيم أخرى على غِرار الصراع بين الأجيال، البحث عن المعنى الحقيقي لكلمة وطن، سقوط الشعارات، جدوى النضال ومسؤولية الوجود. |
|             | حاء                                   | 2016        | الدار العربية للعلوم ناشرون - بيروت     | يضم الكتاب (مقالات) للكاتبة بثينة العيسى، نُشرت سابقاً في مجلة الصدى الإماراتية، بين الأعوام (2012 – 2016). |
|             | أسفل الشجرة أعلى التلة                | 2016        | أروى العربية للنشر                      | قصص أطفال. |
|             | ماذا نفعل عندما نشتاق؟                | 2017        | أروى العربية للنشر                      | قصص أطفال. |
|             | الحقيقة والكتابة                      | 2018        | الدار العربية للعلوم ناشرون - بيروت     | حول الكتابة الوصفية في القصة والرواية ويستعرض أربعة محاور هي: "الاستراتيجيات" و"الأدوات" و"الموضوعات" و"الحكاية". |
|             | حارس سطح العالم                       | 2019        | الدار العربية للعلوم ناشرون - بيروت     | تدور أحداث هذه الرواية حول دولة شمولية تنظر للخيال وكل أدواته من كتب ومسرحيات وفن على أنه جريمة يعاقب عليها القانون، بطلها رجل خائف من أن يظهر الرغبات والأمنيات، له ابنة صغيرة يحاول أن يحمي مخيلتها من أن تقع تحت قبضة النظام الذي سيفعل كل شيء ليحولها لفرد في المجموعة، رواية تقتبس أحداثها من روايات شهيرة مثل أليس في بلاد العجائب، وبونوكيو، و1984، وظل الريح، و541 فهرنهايت وغيرها من الكلاسيكيات الشهيرة. |
|             | السندباد الأعمى                       | 2021        | منشورات تكوين                           | رواية عن الحب والصداقة والخيانة، عن الالتزام السياسي والحرب، عن سقوط الشعارات وعن التناقضات في عالمِ فقد نقاءه إلى الأبد. |
|             | دار خولة                              | 2024        | منشورات تكوين                           | [ 9 ] |

## جوائز
حصلت على عدد من الجوائز منها:
- جائزة الدولة التشجيعية عن روايتها «سعار» 2005/2006.
- حائزة على المركز الثالث في مسابقة الشيخة باسمة الصباح فرع القصة القصيرة.
- حصلت على جائزة الشارقة لإبداعات المرأة الخليجية في مجال الرواية في الدورة الثالثة من الجائزة عام 2021.